# Avenue des Champs-Élysées

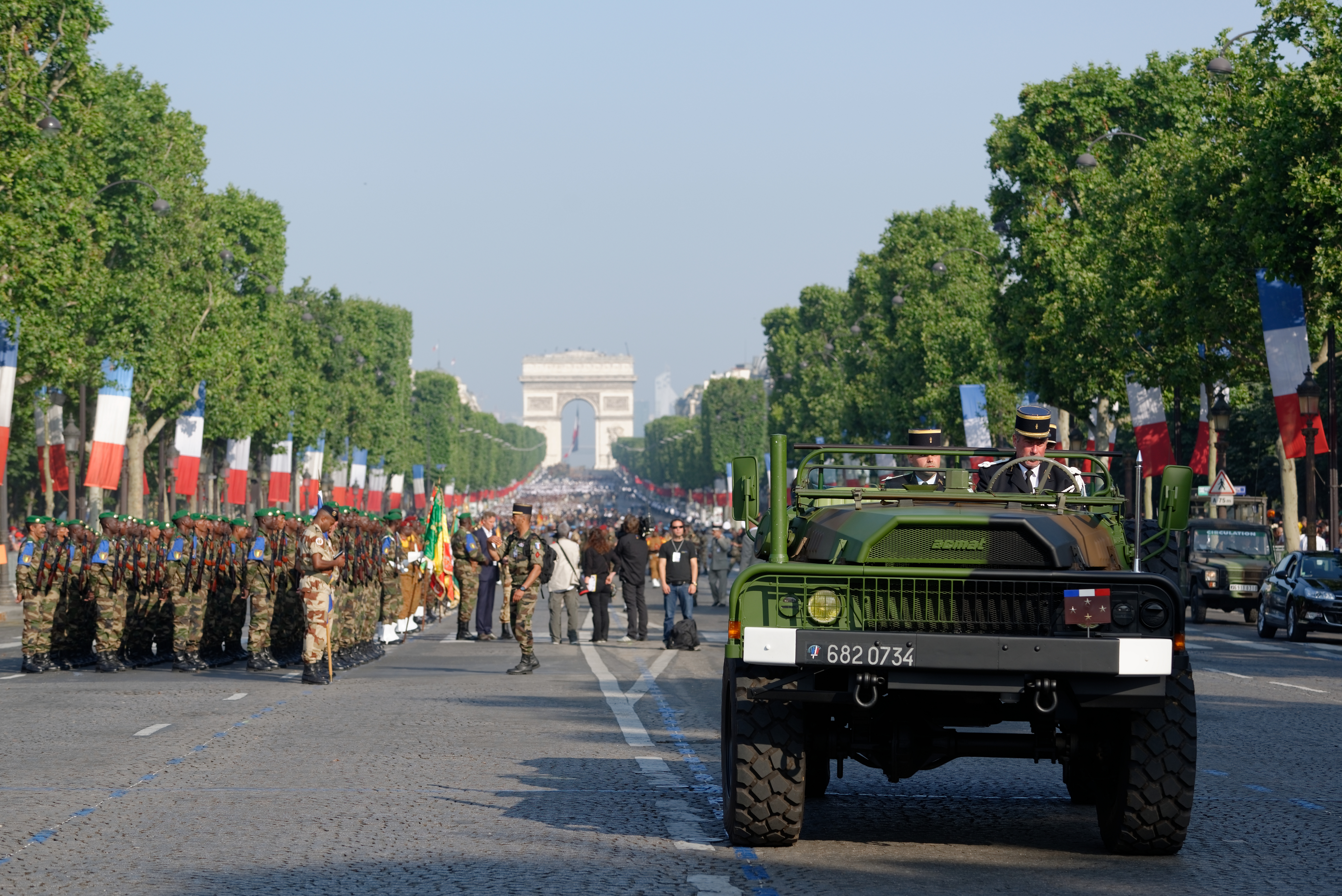
Veduta verso l'Arco di Trionfo durante la parata del 14 luglio 2013

L'Avenue des Champs-Élysées (/av.ˈny de ʃɑ̃.ze.li.ˈze/; lett. "Viale dei Campi Elisi") è uno dei più larghi e maestosi viali di Parigi. Con i suoi cinema, cafés e negozi di lusso, è una delle strade più famose del mondo e una di quelle che delimitano il cosiddetto Triangolo d'oro di Parigi. Il nome fa riferimento ai Campi Elisi della mitologia greca e romana.

## Storia
Gli Champs-Élysées erano in origine dei semplici campi, fino al 1616, quando Maria de' Medici decise di farvi costruire un lungo percorso alberato. Tale percorso si estendeva dal Louvre fino alla Tuileries. Nel 1724 il viale venne esteso fino a Place de l'Étoile.
Verso la fine del XVIII secolo, era diventata una via alla moda, dove la regina Maria Antonietta passeggiava con le sue amiche e prendeva lezioni di musica al Grand Hôtel de Crillon. Gli Champs-Élysées divennero proprietà della città nel 1828, e vennero aggiunti percorsi pedonali, fontane e lampade a gas. Nel corso degli anni il viale ha subìto molti mutamenti, il più recente dei quali è stato nel 1993, quando i marciapiedi vennero allargati. Gli Champs-Élysées vengono utilizzati per le parate, come quella storica del 14 luglio.

## Descrizione
Il viale, prosecuzione della Rue de Rivoli, corre per 1914 metri attraverso l'VIII arrondissement, nella parte nord-occidentale di Parigi, da Place de la Concorde a est, con il suo obelisco, a Place Charles-de-Gaulle (già Place de l'Étoile) a ovest, dove si trova l'Arco di trionfo, formando parte della linea dell'Asse storico.
Una delle principali destinazioni turistiche di Parigi (vi ha sede il cabaret Lido), la parte bassa degli Champs-Élysées è contornata da spazi verdi (Place Marigny) e da edifici come il Théâtre Marigny e il Palais de la découverte. Risalendolo, vi si trovano allineati cinema, teatri, café e ristoranti molto importanti come il Fouquet's, centri commerciali e negozi di lusso. Anche un hotel a 5 stelle rinnovato.

### Commercio
Nel 1860, i commercianti lungo il viale si riunirono a formare il Syndicat d'Initiative et de Défense des Champs-Élysées. Nel 1980, il gruppo cambiò il suo nome in Comité des Champs-Élysées. Il comitato si è sempre dedicato alla ricerca di progetti pubblici che aumentassero l'atmosfera di lusso del viale, e per fare azione di lobby nei confronti delle autorità, per estendere gli orari di apertura al pubblico. Anche oggi, il comitato ha diritto di approvazione sull'aggiunta di nuove imprese commerciali nel viale.
A causa degli alti affitti, poche persone attualmente vivono sugli Champs-Élysées; i piani alti degli edifici tendono ad essere occupati da uffici. Gli affitti sono particolarmente alti sul lato nord del viale, per via della migliore esposizione alla luce solare. La splendida architettura dei grandiosi "Champs-Élysées" è ammirata da molte persone. Si trovano di fianco al Palazzo Presidenziale con la sua cancellata, e al Grand Palais, che venne eretto alla fine del XIX secolo. Mentre si cammina lungo la passeggiata alberata è anche possibile incontrare dei teatrini di marionette all'aperto per i bambini, una tradizione francese sempre popolare.

### Eventi
Ogni anno, il 14 luglio, la più grande parata militare di Francia passa lungo gli Champs-Élysées, alla presenza del Presidente della Repubblica. Gli Champs-Élysées sono anche il luogo tradizionale dove si conclude l'ultima tappa del Tour de France dal 1975 (ad eccezione dell’edizione del 2024, che, a causa dei preparativi per i Giochi olimpici di Parigi, ha avuto come sede d’arrivo la città di Nizza).
Nel 2025, la corsa è tornata a concludersi sugli Champs-Élysées per la 50a volta, ma con un percorso insolito che prevedeva tre salite di Montmartre. Le salite su questo percorso, pensate per celebrare il 50° anniversario dell'utilizzo degli Champs-Élysées nel Tour e per capitalizzare la popolarità dell'uso di Montmartre nella corsa ciclistica ai Giochi olimpici del 2024, hanno reso la tappa meno adatta ai velocisti, portando ad alcune critiche da parte dei ciclisti; la tappa è stata vinta da Wout van Aert dalla fuga.